# Лобков, Вячеслав Николаевич
Вячесла́в Никола́евич Лобко́в (16 марта 1903, слобода Кантемировка, Воронежская губерния — 6 декабря 1970, Казань) — советский партийный и государственный деятель. Первый секретарь Алтайского крайкома ВКП(б) (1940—1943).

## Биография
С 1917 года работал в редколлегии Острогожской газеты «Коммунар». В декабре 1919 года принят в члены РКСМ и назначен инструктором-организатором комсомольских ячеек в деревне. В 1920 году был назначен заведующим военно-спортивным отделом Острогожского уездного комитета РКСМ. В 1921 году был принят кандидатом в члены РКП(б) и назначен политкомиссаром местного подразделения ЧОН. В ноябре этого же года в хуторе Новая Мельница отряд ЧОН попал в плен к банде Колесникова. Командир отряда Козяк и 13 бойцов были расстреляны бандитами сразу же, а Лобков, Масютенко и Фролов — забиты прикладами и брошены в болото. Когда банда ушла, местные крестьяне достали их тела и вместе с расстрелянными отправили в слободу Россошь, где выяснилось, что Лобков жив.
В 1922 году, по решению Воронежского губернского комитета комсомола, он был направлен на усиление Калачеевского уездного комитета комсомола. В 1923 году вернулся в Острогожск, где был избран секретарём Острогожского уездного комитета комсомола. 
Член ВКП(б) с года.
В 1925—1927 годах — инструктор, заведующий организационным отделом уездного комитета ВКП(б) (Острогожск), в 1927—1929 годах — секретарь исполкома уездного Совета депутатов трудящихся (Нижнедевицк), в 1929—1930 годах — заместитель заведующего агитационно-массовым отделом окружного комитета ВКП(б) (Усмань).
С 1931 по 1937 год последовательно возглавлял районные комитеты ВКП(б):
- Алешковского района (Центрально-Чернозёмная область, 1932—1933)
- Добринского района (Центрально-Чернозёмная область, 1933—1934)
- Хворостянского района (Воронежская область, 1934—1937)
- Сампурского района (Воронежская область, 1937).

В 1937 году был утвержден первым заместителем председателя исполкома Воронежского областного Совета народных депутатов, а в октябре-ноябре занимал и пост председателя облисполкома. В конце года он снова вернулся на позицию заместителя председателя, на которой оставался до 1939 года.
В 1939—1940 годах — третий секретарь, а с сентября по октябрь 1940 года — второй секретарь Вологодского областного комитета ВКП(б). В 1940—1943 годах — первый секретарь Алтайского краевого комитета ВКП(б). 
В 1943 году он был переведён в Татарскую АССР, где сначала занимал пост заместителя председателя республиканского Совета Народных комиссаров, в 1944—1945 годах — третий, а с 1945 по 1952 год — второй секретарь Татарского областного комитета ВКП(б).
В 1952 и 1953 году находился в резерве ЦК ВКП(б) — КПСС. В 1953 году - представитель Совета по делам колхозов при Совете Министров СССР по Рязанской области.
В 1953—1955 годах — председатель партийной комиссии при Татарском областном комитете КПСС.
С января 1955 года на пенсии.
Избирался депутатом Верховного Совета РСФСР 1-го (1938—1947, от Воронежской области) и 3-го (1951—1955, от Татарской АССР) созывов; делегатом XVIII конференции ВКП(б) (1941, от Алтайской парторганизации)

## Награды и звания
- Орден Ленина
- Два ордена Трудового Красного Знамени